# Église Saint-Martin de Beaune-la-Rolande
L’église Saint-Martin est une église catholique située à Beaune-la-Rolande, en France.

## Localisation
L'église est située dans le département français du Loiret, sur la commune de Beaune-la-Rolande.

## Historique
L'édifice est classé au titre des monuments historiques en 1911.

## Pour approfondir